# Luca De Meester
Pour les articles homonymes, voir De Meester.
Luca De Meester, né le 22 janvier 2000 à Gand, est un coureur cycliste belge.

## Biographie
Luca De Meester est originaire de Gand. Il est le fils d'Hans De Meester, un ancien coureur cycliste professionnel,. Très tôt intéressé par ce sport, il commence le cyclisme à l'âge de neuf ans.  
Dans les catégories de jeunes, il s'illustre en obtenant de nombreux victoires, dont des titres de champion provincial et national. Il se classe également sixième du Tour des Flandres et onzième de Paris-Roubaix en 2018 chez les juniors (moins de 19 ans). Après ses performances, il intègre la formation EFC-L&R-Vulsteke en 2019.  
En 2021, il s'impose à trois reprises. Il termine par ailleurs deuxième d'une kermesse professionnelle à Kemmel, ou encore dixième de Paris-Tours espoirs. L'année suivante, il décroche de nouveaux succès et de nombreux accessits sur des interclubs, mais aussi dans des épreuves régionales. Il améliore de surcroit son classement sur Paris-Tours espoirs en prenant la huitième place. 
Malgré ses performances, Luca De Meester ne passe pas professionnel en 2023. Il intègre toutefois la réserve de la structure Bingoal WB. Durant cette saison, son calendrier est principalement composé de courses inscrites au calendrier de l'UCI. On le retrouve notamment échappé sur le Grand Prix de Denain. Dans le même temps, il reste actif dans des interclubs. Il s'impose sur le Grand Prix d'Affligem, et termine cinquième du Tour du Brabant flamand. Grâce à ses bons résultats, il signe un premier contrat professionnel avec l'équipe Bingoal WB pour les deux prochaines saisons. 

## Palmarès et résultats

### Palmarès par année
- 2021
  - Champion de Flandre-Occidentale sur route espoirs
  - Grote Prijs Tombroek-Rollegem[6]
  - 2e de la Kemmel Koerse
  - 3e du Grand Prix Rik Van Looy
- 2022
  - Kersenronde Mierlo
  - 3e du Grand Prix Jules Van Hevel
- 2023
  - Grand Prix d'Affligem

### Classements mondiaux
| Année           | 2021   | 2022   |
| --------------- | ------ | ------ |
| UCI Europe Tour | 1 774e | 1 395e |